# Otiothops franzi
Otiothops franzi is een spinnensoort uit de familie Palpimanidae. De soort komt voor in Venezuela.